# Certain Blacks
Certain Blacks ist ein Jazzalbum des Art Ensemble of Chicago. Die am 10. Februar 1970 in den Decca Studios, Paris, mit Gästen entstandenen Aufnahmen erschienen 1970 auf dem französischen Label America und 1976 auf dem amerikanischen Label Inner City Records. Erstmals 2004 wurden sie als Compact Disc wiederveröffentlicht.

## Hintergrund
Das Art Ensemble of Chicago hatte seit seiner Ankunft in Paris im Jahr 1969 zahlreiche LPs eingespielt, darunter A Jackson in Your House, Message to Our Folks und Reese and the Smooth Ones, die bei BYG Records erschienen. Ab Anfang 1970 entstanden dann mehrere Alben für das französische Label America, zunächst Certain Blacks, aufgenommen in erweiterter Besetzung. Mit Lester Bowie, Roscoe Mitchell (hier als Edward Mitchell, Jr.), Joseph Jarman und Malachi Favors Maghostut spielten die damals ebenfalls in Paris lebenden Bluesmusiker Chicago Beau und Julio Finn sowie William A. Howell am Schlagzeug. Im folgenden Jahr erschienen auf America Records noch die LPs Phase One und Art Ensemble of Chicago with Fontella Bass, 1972 weitere Alben auf verschiedenen Labels – The Spiritual auf Freedom und Chi Congo auf Decca Records – bis das Art Ensemble dann eine allerdings nur kurz währende Verbindung mit dem Label Atlantic Records einging (Bap-Tizum, 1973).

## Titelliste
- Art Ensemble of Chicago: Certain Blacks (America Records 067 848-2)[2]

1. Certain Blacks „Do What They Wanna“ (Chicago Beau) 23:37
2. One for Jarman (Chicago Beau) 7:03
3. Bye Bye Baby   (Sonny Boy Williamson II.) 11:00

## Rezeption
Ron Wynn verlieh dem Album in Allmusic drei Sterne und schrieb, dies sei ein Klassiker, mal mit pikanten und frenetischen Soli, mal mit komischen Obertönen und cleveren Melodien und Rhythmen. Das Art Ensemble sei zu diesem Zeitpunkt in Übersee berühmt geworden und hatte es gleichzeitig in Amerika immer schwerer. Dies sei „Outside“- oder Avantgarde-Jazz mit Soul, Herz und Funk.
Hingegen äußerte der Kritiker Barry MacRae 1972 im Jazz Journal Vorbehalte, denn dieses Album stelle für das Art Ensemble of Chicago eine gewisse Abkehr [von ihrer bisherigen Entwicklung] dar. Ihre Musik habe immer ein starkes Blues-Element gehabt, obwohl dies bisher eher eine latente Qualität unter der Oberfläche blieb. Doch auf diesem Album sei es offen zu hören und insbesondere auf „Bye Bye Baby“ darf es in einer stampfenden Juke-Joint-Manier aufblühen. Jarman würde brüllen und knurren und sogar der normalerweise subtile Bowie spiele einen einfachen Trompetenpart, in dem er sogar auf alte Blues-Stilisten verweise. Anhänger der Gruppe sollten gewarnt sein, dass man zu keinem Zeitpunkt die gewohnte Darbietung im Stil der Gruppe hören würde. Dennoch sei es ein gelungenes Album.
Richard Cook und Brian Morton, die in ihrem Penguin Guide to Jazz dem Album drei Sterne verliehen, bezeichnen es als einzigartigen Bestandteil ihres Katalogs. Die drei Alben für America seien etwas „pickliger“ als die etwas früheren Pariser Aufnahmen der Gruppe und hätten wohl alle ihre interessanten Momente, jedoch gepaart mit Passagen der Inkohärenz und scheinbar sinnlosen Gesten der „Freiheit“ – was ein beredtes Zeugnis dafür sein könnte, wie dieses Konzept mit der Zeit veraltet ist. Das lange Titelstück würde am Ende nirgendwo hinführen, aber Chicago Beau und Julio Finn seien tatsächlich ziemlich interessante Teilnehmer an der bluesigsten Platte, die das Art Ensemble je gemacht habe, und Mitchell spiele nur Basssaxophon.